# František Koutný
František Koutný (* 12. srpna 1950 Počátky) je moravský římskokatolický kněz, bývalý rektor Teologického konviktu Litoměřice, kanovník Královské stoliční kapituly sv. Petra a Pavla v Brně, papežský kaplan a děkan.

## Životopis
Své dětství prožil se třemi staršími sourozenci v Mysleticích. Po maturitě na střední všeobecné vzdělávací škole v Dačicích začal v roce 1968 studovat na olomoucké pobočce Cyrilometodějské bohoslovecké fakulty v Litoměřicích. Dne 30. června 1973 přijal v Olomouci kněžské svěcení a poté byl ustanoven farním vikářem v Blansku, avšak už po třech měsících musel nastoupit dvouletou základní vojenskou službu, kterou strávil v Karlových Varech. Po návratu působil jako farní vikář nejprve v Hodoníně, v letech 1978 až 1979 ve farnosti u kostela Matky Boží v Jihlavě a následně v brněnské farnosti u kostela sv. Jana Křtitele a sv. Jana Evangelisty. V roce 1984 byl jmenován farářem v Doubravici nad Svitavou, roku 1987 se stal vicerektorem Kněžského semináře v Litoměřicích a od roku 1990 působil jako rektor Teologického konviktu Litoměřice, kde také vyučoval zpěv. Dne 23. listopadu 1996 jej papež Jan Pavel II. jmenoval kaplanem Jeho Svatosti. V letech 1999 až 2002 byl František Koutný rovněž duchovním rádcem českého spolku Sdružení Ackermann-Gemeinde. Když byl roku 2002 litoměřický konvikt přestěhován do Olomouce, stal se Koutný vicerektorem Papežské koleje Nepomucenum v Římě a mimo to byl ustanoven farním vikářem ve Zbraslavi u Brna. Od 1. října 2011 byl ze svých předchozích ustanovení uvolněn a působil jako rektor kostela sv. Máří Magdaleny v Brně. Koncem listopadu roku 2014 byl ustanoven farářem v Troubsku a zároveň děkanem rosického děkanství.